# 草酸氢钾
草酸氢钾是草酸钾的酸式盐之一，化学式为KHC2O4。

## 性质
草酸氢钾一水合物在260°C之前分解，失去结晶水，在270°C以上生成草酸钾，并放出CO、CO2、O2和水蒸气等气体。其中氧气来自于分解产生的中间体过氧化氢。

## 草酸三氢钾
草酸三氢钾是草酸钾的酸式盐之一，化学式为KH3(C2O4)2。